# Otidea propinquata
Otidea propinquata är en svampart som tillhör divisionen sporsäcksvampar, och som först beskrevs av Petter Adolf Karsten, och fick sitt nu gällande namn av Harmaja. Otidea propinquata ingår i släktet Otidea, och familjen Pyronemataceae. Arten är reproducerande i Sverige.